# بادي نوكس
بادي نوكس (بالإنجليزية: Buddy Knox)‏ هو كاتب أغاني وموسيقي ومغني أمريكي، ولد في 20 يوليو 1933 في هابي في الولايات المتحدة، وتوفي في 14 فبراير 1999 في بريميرتون في الولايات المتحدة بسبب سرطان الرئة.

## وصلات خارجية
- بادي نوكس على موقع IMDb (الإنجليزية)
- بادي نوكس على موقع ميوزك برينز (الإنجليزية)
- بادي نوكس على موقع ميوزك برينز (الإنجليزية)
- بادي نوكس على موقع أول ميوزيك (الإنجليزية)
- بادي نوكس على موقع ديسكوغز (الإنجليزية)
- بادي نوكس على موقع قاعدة بيانات الفيلم (الإنجليزية)